# Depóniagáz
A depóniagáz a hulladéklerakókon képződő gáz.
Magyarországon 14 helyen összesen 13-15 millió m3 hulladékból folyik depóniagáz kinyerés, ennek mennyisége évente elérheti a 100-120 millió m3-t. Energiatartalma 1,8-2 PJ. Ennek az értéknek csak töredékét hasznosítják, 0,3 MW beépített kapacitással mintegy 2 GWh elektromos és 12 TWh hőenergiát állítanak elő.
Általánosságban a depóniagáz összetétele a következő:
- 40–60% metán,
- 40–60% széndioxid,
- 0,1–2%% szénmonoxid, nitrogén,
- kénhidrogén, illékony zsírsavak, merkaptánok, indol, szkatol ppm nagyságrendben,
- ugyanakkor megjelenik kísérőként a víz (gőz) is.

A depóniagáz veszélyeztető tényezői a következők:
- égés és robbanásveszély (a metántartalom miatt),
- szagterhelés (a kénhidrogén, zsírsavak, merkaptánok miatt),
- egészségveszélyeztetés (aknákban, zárt terekben vagy gödrökben kiszorítja az oxigént).

A kismértékben előforduló kénvegyületek mint bűzanyagok jelennek meg, az egyébként szagtalan metán/széndioxid elegynek jellegzetes undorkeltő „szemét-bom-lás” szagot adva.

## Depóniagáz kinyerése
A depóniagáz kinyeréséhez passzív és aktív gázkutakat alkalmaznak.

### Passzív gázkutak
A hajtóerő a természetes gáznyomás. A gáz a levegőbe kerül, és a gázmozgás szinte előre megjósolhatatlan.
Ez a módszer csak akkor hatékony ha nagy mennyiségű CH4 és CO2 termelődik.

### Aktív gázkutak
Ez hatékonyabb, még akkor is, ha a keletkezett gáz mennyisége kicsi, és a gáz mozgásában csak a molekuláris diffúzió vesz részt.
Az aktív rendszer a lerakó peremén és a lerakóban hálózatosan elhelyezett csövekből áll. A csövek lehetnek függőleges vagy vízszintes elhelyezésűek. Az egyes kutakat és csöveket egy fővezeték köti össze, amelynek a végén egy kompresszor van. Ezzel a kompresszorral hozzák létre a fővezetékben a vákuumot. Amikor a vákuum létrejön, kialakul egy hatásterület, amely a kutakkal behálózott területre terjed ki. A gáz így belekerül a kutakba, onnan a fővezetékbe, az ellenőrző állomásra, majd az energiafelhasználó, vagy égető berendezésekbe.
A kerületen lévő kutakban összegyűlő gáz gyakran rosszabb minőségű, ezért ilyen
esetben célszerű ezt külön kezelni.

### Az aktív gázkutak kialakítása
A gázkutak átmérője 30-90 cm, az aljzatszigetelő rendszertől minimum 2 m-re helyezkednek el. A perforált HDPE műanyag cső átmérője körülbelül 300 mm. A furat alja 2 m magasságig 16/32-es kaviccsal feltöltött. A zárószigetelés hatékonyságának megőrzésére a perforált csövet felszíntől 4 m-ig nem perforált cső védi.

## A depóniagáz kezelési lehetőségei
A depóniagáz megfelelő előkészítés után bevezethető a helyi gázvezetékbe. Felhasználható energiatermelésre, hőtermelésre. A felesleges gázt elfáklyázzák.
A depó felszínén kiszivárgó, nem kezelt és el nem égetett gáz kiemelten környezetszennyező. Égetés után (fáklya, kazán, gázmotor) a földgázéhoz hasonló égésterméke van.
Az EU kiemelt figyelmet fordít a megtelt, nem használt hulladéklerakók rekultivációjára és az ott lévő gáz megsemmisétésére.